# Донской бассейновый округ

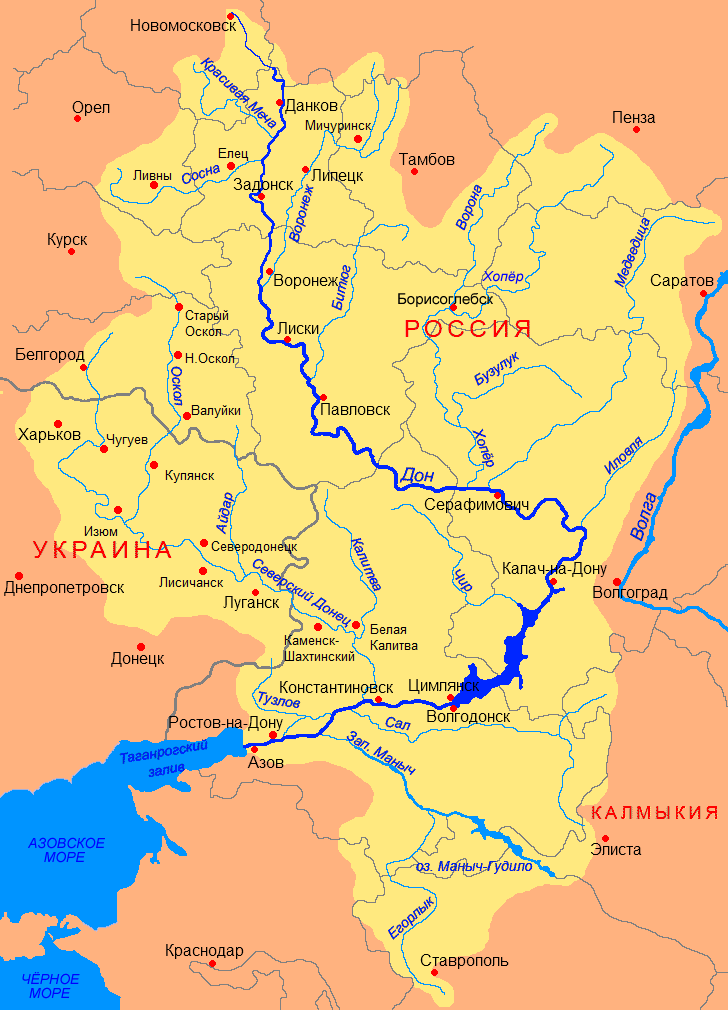
Бассейн реки Дон

Донской бассейновый округ (сокращённо: Донской БО) — один из 20 бассейновых округов России (согласно ст.28 Водного Кодекса).
Появился в 2006 году с целью выделения особой области использования и охраны водных объектов (российской части бассейна Дона и связанных с ним подземных водных объектов. Количество водохозяйственных участков и их границы утверждены приказом №100 от 26 мая 2008 года  «Об утверждении количества водохозяйственных участков и их границ по Днепровскому бассейновому округу».
Цифровой код — 05.
- 05 — Донской бассейновый округ
- 05.01. - Дон (российская часть бассейна)
  - 05.01.01 - Дон до впадения Хопра[2]
    - 05.01.01.001 — Красивая Меча
    - 05.01.01.002 — река Сосна
    - 05.01.01.003 — Дон от истока до города Задонск, без рек Красивая Меча и Сосна
    - 05.01.01.004 — Матыра
    - 05.01.01.005 — Воронеж от истока до города Липецк, без реки Матыра
    - 05.01.01.006 — Воронеж от города Липецк до Воронежского гидроузла
    - 05.01.01.007 — Тихая Сосна
    - 05.01.01.008 — Дон от города Задонск до города Лиски, без рек Воронеж (от истока до Воронежского гидроузла) и Тихая Сосна
    - 05.01.01.009 — Битюг
    - 05.01.01.010 — Дон от города Лиски до города Павловск, без реки Битюг
    - 05.01.01.011 — Подгорная
    - 05.01.01.012 — Дон от города Павловск и до устья реки Хопёр, без реки Подгорная

  - 05.01.02 - Хопёр[3]
    - 05.01.02.001 — Хопёр от истока до впадения реки Ворона
    - 05.01.02.002 — Ворона
    - 05.01.02.003 — Савала
    - 05.01.02.004 — Бузулук
    - 05.01.02.005 — Хопёр от впадения реки Ворона и до устья, без рек Ворона, Савала и Бузулук

  - 05.01.03. - Дон между впадением Хопра и Северского Донца[4]
    - 05.01.03.001 — Медведица от истока до впадения реки Терса
    - 05.01.03.002 — Терса
    - 05.01.03.003 — Медведица от впадения реки Терса и до устья
    - 05.01.03.004 — Иловля
    - 05.01.03.005 — Дон от впадения реки Хопёр до города Калач-на-Дону, без рек Хопёр, Медведица и Иловля
    - 05.01.03.006 — Червлённая от истока до Береславского гидроузла
    - 05.01.03.007 — Карповка от истока до Карповского гидроузла
    - 05.01.03.008 — Чир
    - 05.01.03.009 — Дон от города Калач-на-Дону до Цимлянского гидроузла, без реки Чир
    - 05.01.03.010 — Дон от Цимлянского гидроузла до впадения реки Северский Донец

  - 05.01.04. - Северский Донец (российская часть бассейна)[5]
    - 05.01.04.001 — Северский Донец от истока до границы РФ с Украиной без бассейнов рек Оскол и Айдар
    - 05.01.04.002 — Оскол до Старооскольского гидроузла
    - 05.01.04.003 — Оскол ниже Старооскольского гидроузла до границы РФ с Украиной
    - 05.01.04.004 — Айдар до границы РФ с Украиной
    - 05.01.04.005 — Северский Донец от границы РФ с Украиной до впадения реки Калитва
    - 05.01.04.006 — Калитва
    - 05.01.04.007 — Северский Донец от впадения реки Калитва и до устья

  - 05.01.05 - Дон ниже впадения Северского Донца[6].
    - 05.01.05.001 — Сал
    - 05.01.05.002 — Калаус
    - 05.01.05.003 — Егорлык от истока до Сенгилеевского гидроузла
    - 05.01.05.004 — Егорлык от Сенгилеевского гидроузла до Егорлыкского гидроузла
    - 05.01.05.005 — Егорлык от Егорлыкского гидроузла до Новотроицкого гидроузла
    - 05.01.05.006 — Егорлык от Новотроицкого гидроузла и до устья
    - 05.01.05.007 — Маныч от истока до Пролетарского гидроузла, без рек Калаус и Егорлык
    - 05.01.05.008 — Маныч от Пролетарского гидроузла до Веселовского гидроузла
    - 05.01.05.009 — Дон от впадения реки Северский Донец и до устья, без рек Сал и Маныч
    - 05.01.05.011 — реки бассейна Таганрогского залива от южной границы бассейна реки Дон до северной границы бассейна реки Ея